# Aida (opera)

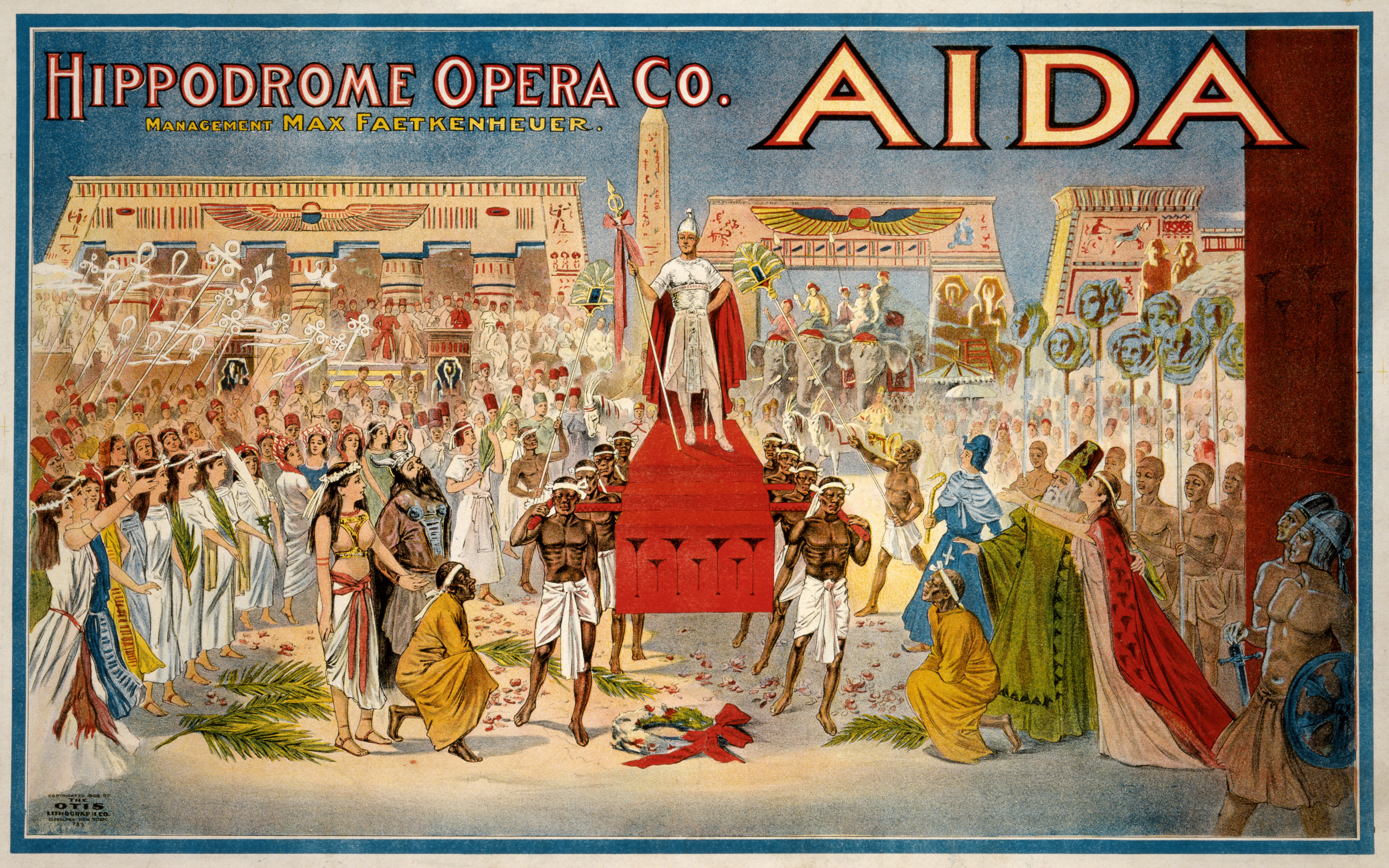
Afisz Hippodrome Opera Company z Cleveland, 1908 r.

Aida – opera w 4 aktach, z librettem napisanym przez Antonia Ghislanzoniego oraz muzyką Giuseppe Verdiego.

## Historia utworu
Opera została zamówiona w 1869 przez Ismaila Paszę, kedywa Egiptu, na otwarcie Opery w Kairze. 
Paul Draneth Bey, założyciel pierwszej kolei w Egipcie i dyrektor Opery Kairskiej, już w 1869 r. zwrócił się do Verdiego z prośbą o napisanie hymnu na otwarcie dopiero co wybudowanego budynku opery. Verdi odmówił (na otwarcie opery, 6 listopada 1869 r., wystawiono Rigoletto). Niezrażony odmową mistrza Bey wraz z kedywem Egiptu przesłali do Camille'a Du Locle'a gotowy scenariusz opracowany przez Auguste Mariette'a z prośbą o przekazanie go Verdiemu. G.Verdi w końcu zainteresował się Aidą. Dodatkowym bodźcem była oferta honorarium – 150 tys. franków francuskich w złocie (co było kwotą bajecznie wysoką), wolna ręka w doborze wykonawców wszystkich ról i świetne warunki dla wszystkich współpracowników Verdiego. Aida po kilku latach została wykorzystana do uświetnienia otwarcia kanału Sueskiego.
Pierwsze poprawki w scenariuszu wniósł Verdi wraz z Du Locle'em latem 1870 roku. Jednocześnie nawiązał kontakt z Ghislanzonim i jemu powierzył opracowanie libretta. Zgodnie z umową Verdi zobowiązał się ukończyć partyturę w grudniu 1870 r. Możliwe, że początkowo G. Verdi myślał o wielkim spektaklu, jednak po zapoznaniu się z warunkami teatru w Kairze dzieło zostało dostosowane do możliwości opery (Opera Kairska była niewielkim budynkiem, na widowni mieściło się tylko 850 widzów – dla porównania La Scala w Mediolanie mieści 3600 osób).
Pracę nad dziełem skomplikowała sytuacja polityczna. W lipcu wybuchła wojna francusko-pruska, która opóźniła premierę. Dekoracje przygotowywane w Paryżu przez Auguste Mariette'a nie zostały przywiezione do Kairu z powodu oblężenia stolicy Francji przez Królewską Armię Pruską. W końcu zamiast w styczniu 1871 roku prapremiera w Kairze odbyła się po wojnie, 24 grudnia 1871 r. Orkiestrą dyrygował Giovanni Bottesini.
Pierwsi wykonawcy ról tytułowych:
- Aida – Antonietta Pozzoni
- Radames – Pietro Mongini
- Amneris – Eleonora Grossi
- Amonasro – Francesco Steller
- Ramfis – Paolo Medini.

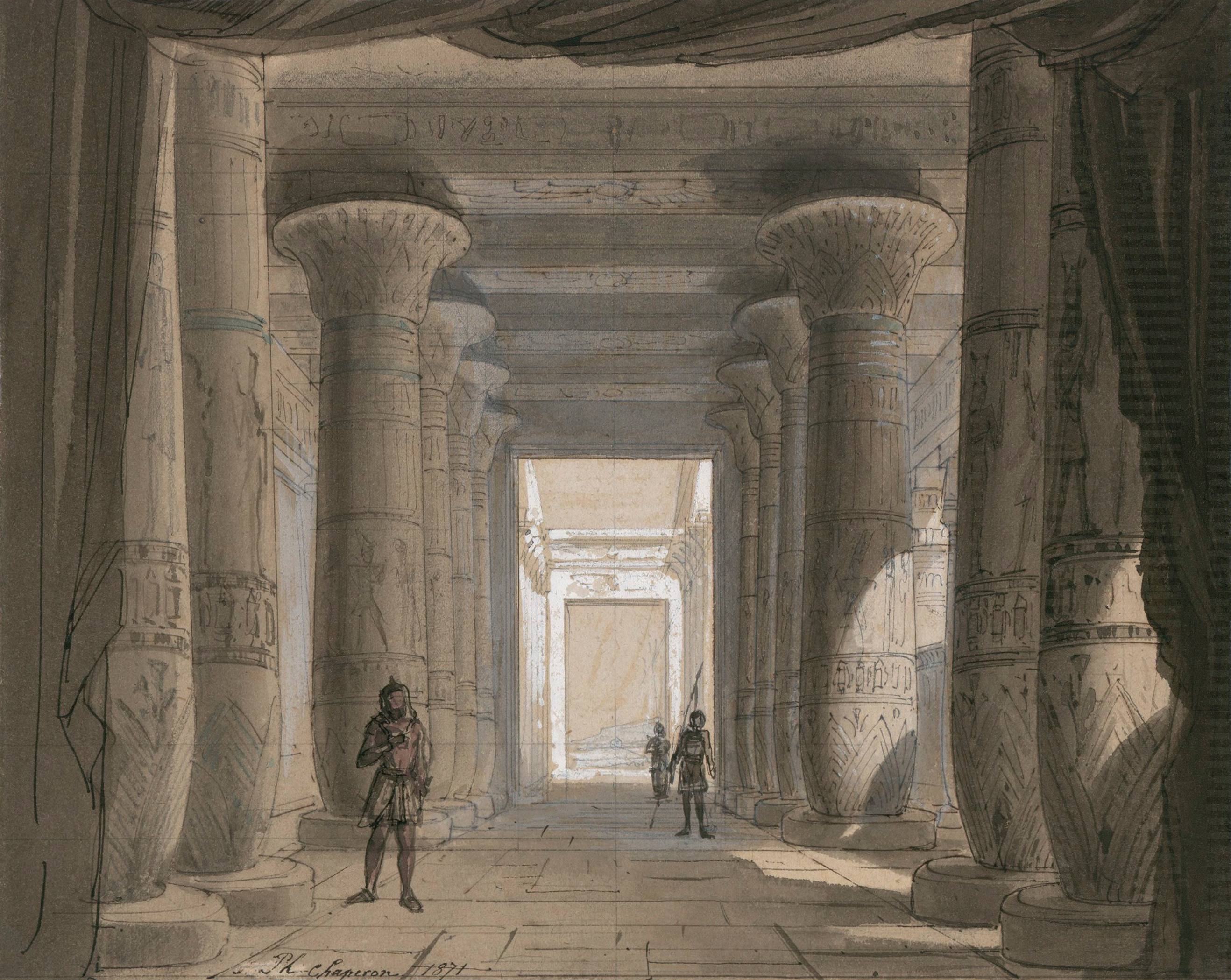
Scenografia do aktu 1 („Świątynia Wulkana”) opery Verdiego Aida wystawionej po raz pierwszy w Operze w Kairze 24 grudnia 1871 r.

Opera została entuzjastycznie przyjęta przez ówczesną publiczność. Podobnie zakończyła się włoska premiera w mediolańskiej La Scali 8 lutego 1872 r. pod batutą Franco Faccia. Kolejną premierą, w Parmie (1872), dyrygował osobiście Verdi.
Od premiery mediolańskiej Aida rozpoczęła pochód przez wszystkie ważniejsze sceny świata, stając się jedną z najbardziej popularnych oper. Premiera polska miała miejsce w Teatrze Wielkim w Warszawie 23 listopada 1875 r. (w oryginalnej wersji językowej). Z polskim tekstem Aida została wystawiona po raz pierwszy w Warszawie 9 czerwca 1877 r.
Aida należy do grupy dzieł często wystawianych w warunkach plenerowych; potężne przedstawienia (z udziałem kilkusetosobowych chórów i statystów, koni i egzotycznych zwierząt) wystawiano na wielu stadionach i w amfiteatrach, a nawet w rzymskich Termach Karakalli. Wiosną 1997 r. i na przełomie lat 2002/2003 Opera Wrocławska wystawiła takie superprodukcje Aidy w Hali Ludowej we Wrocławiu.

## Osoby
- Amneris, córka faraona – mezzosopran
- Radames, wódz wojsk egipskich – tenor
- Aida, etiopska niewolnica – sopran
- Amonasro (w polskiej tradycji operowej często Amonastro), etiopski władca, ojciec Aidy – baryton
- Il Re, Faraon – bas
- Ramfis, arcykapłan Izydy – bas

## Treść

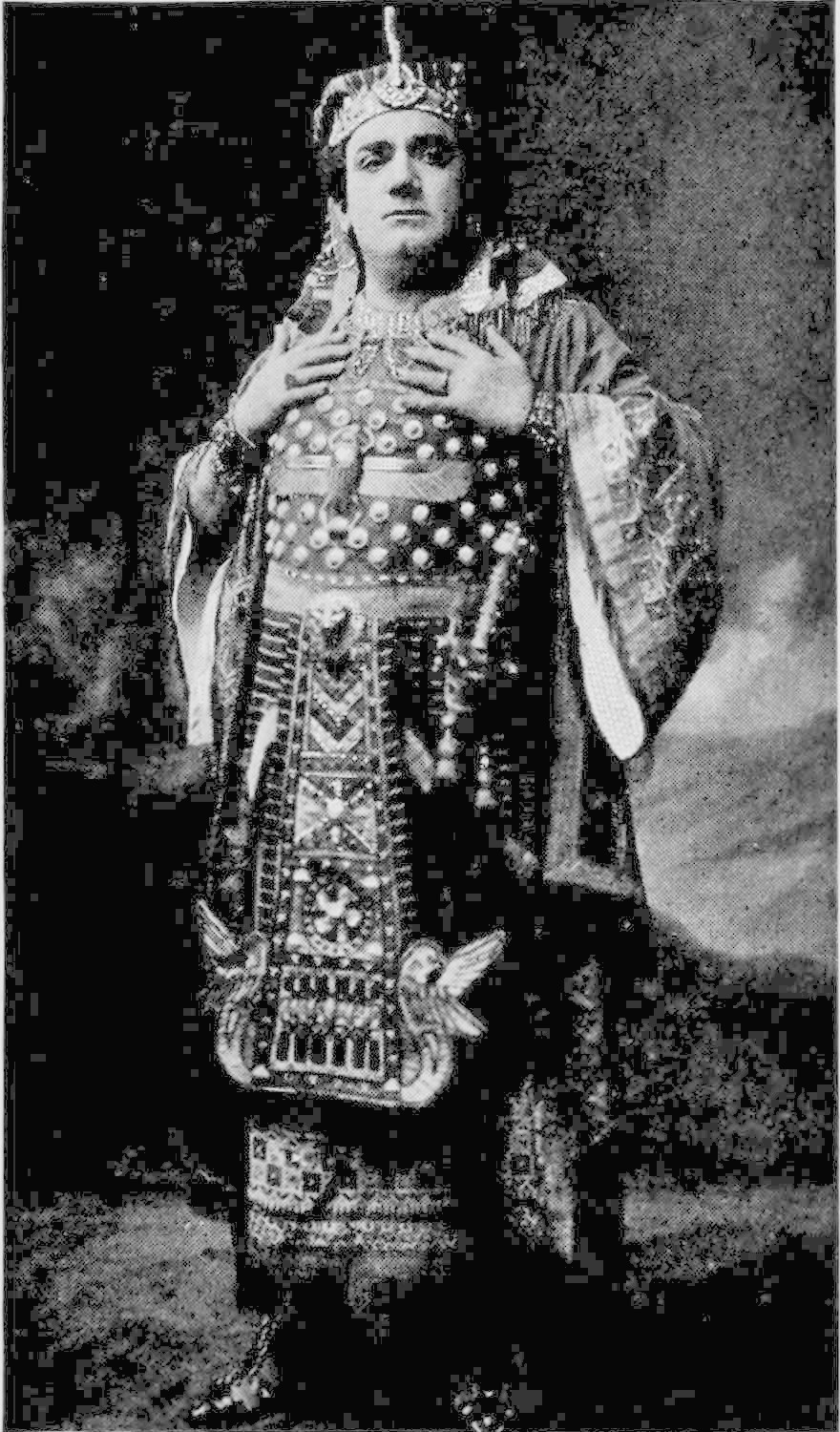
E. Caruso jako Radames

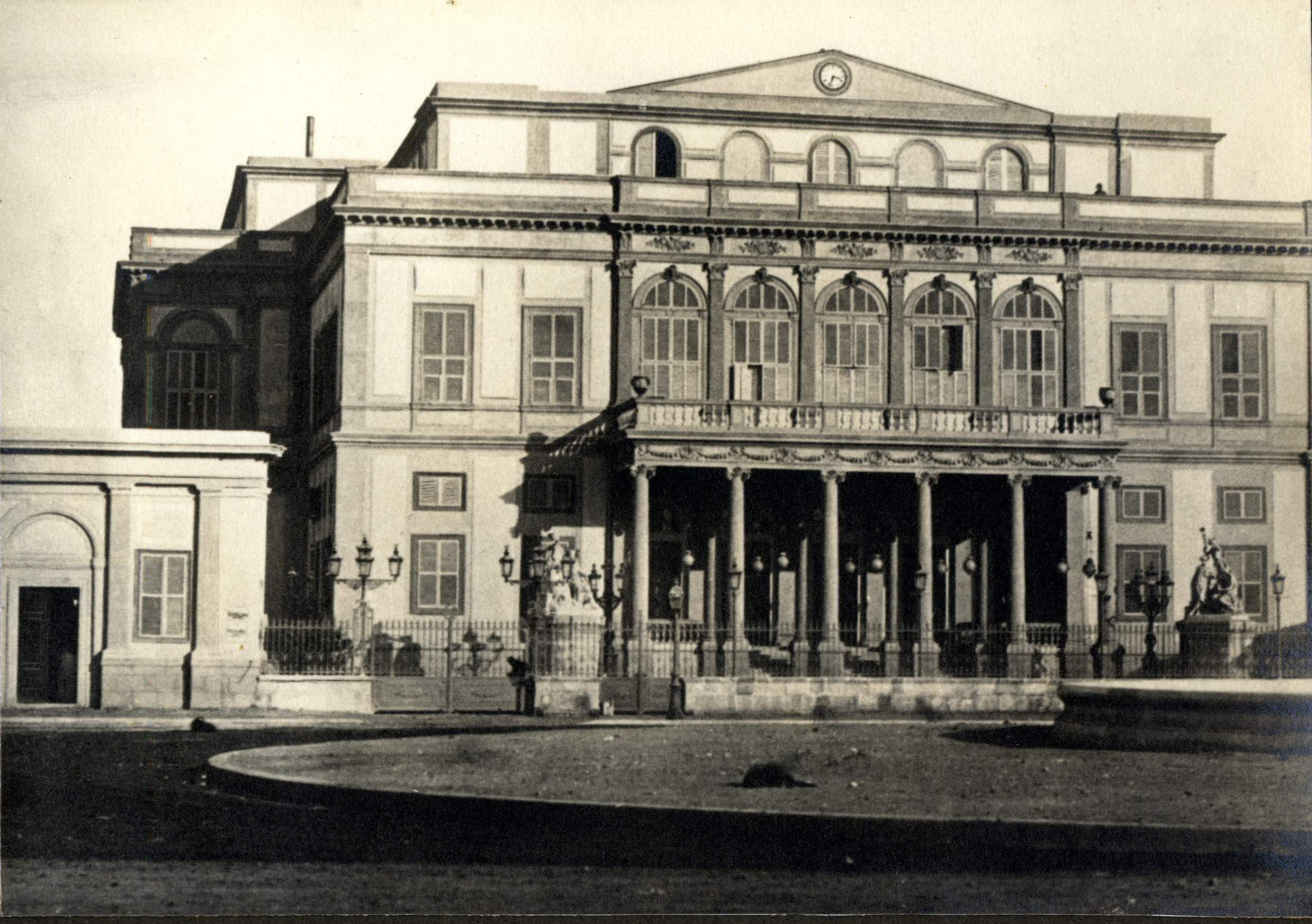
Budynek Opery Kairskiej, w której odbyła się prapremiera światowa Aidy

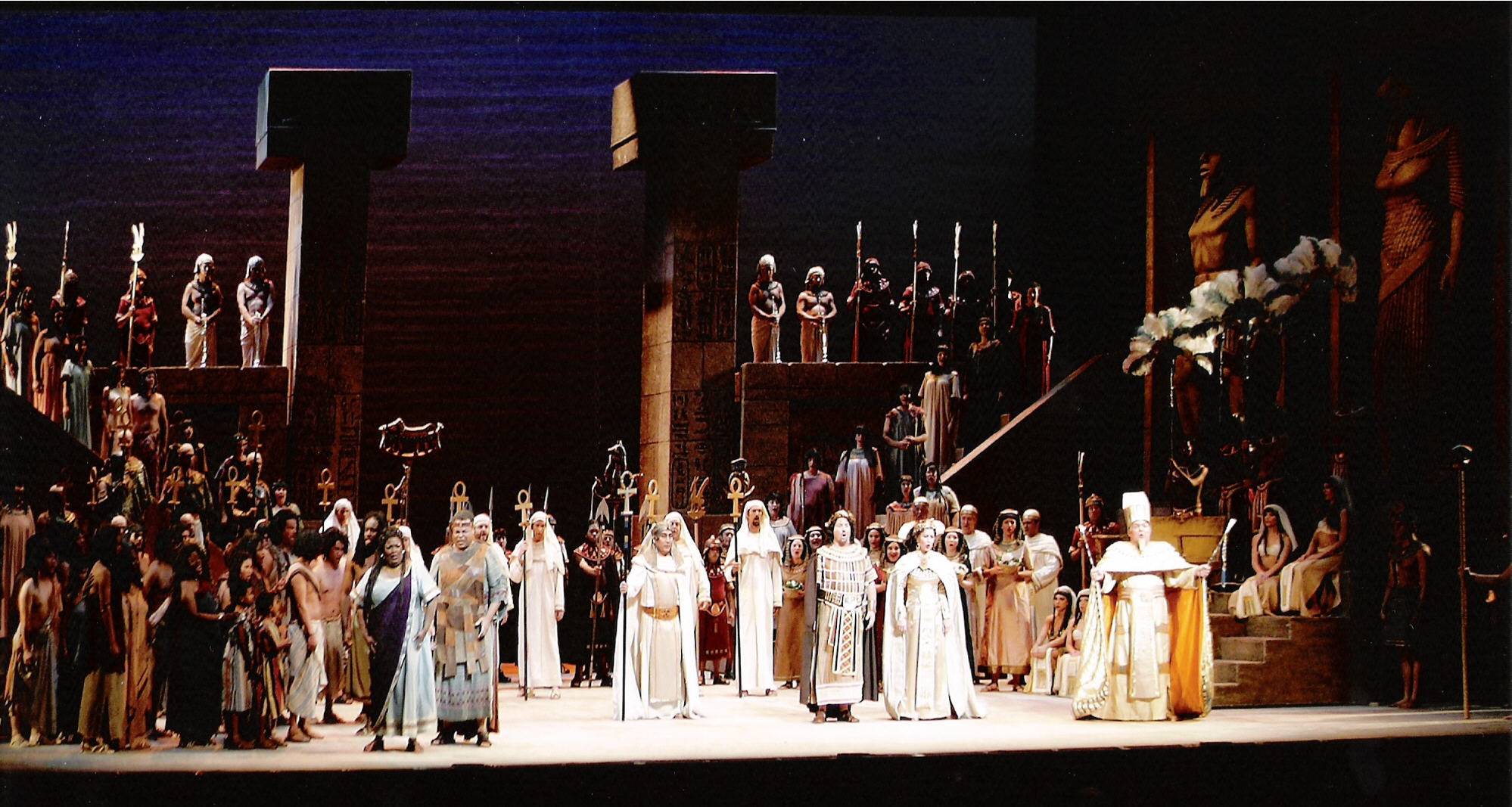
Scena tryumfalna

### Akt I
Wojska etiopskie przekroczyły granice Egiptu. Kapłan Izydy, Ramfis, ogłasza Radamesa dowódcą wojsk egipskich. Młody wojownik ma nadzieję, że po zwycięskiej kampanii faraon spełni jego prośbę – zwróci wolność Aidzie (niewolnicy etiopskiej i córce Amonasra) oraz zgodzi się na ich ślub. Radamesa kocha bez wzajemności Amneris, córka faraona. Aida ma mieszane uczucia: pragnie życzyć ukochanemu zwycięstwa, ale to oznacza klęskę, a może i śmierć jej rodaków. W świątyni trwa uroczystość. Przed posągiem boga Ptaha, po sakralnym tańcu kapłanek, Ramfis wręcza Radamesowi poświęcony miecz.

### Akt II
W Memfis, w pałacu faraona, Amneris czeka na powrót Radamesa po zwycięskiej kampanii. Upewnia się, że Aida kocha młodego wojownika i oświadcza jej, że ona, córka Faraona, jest jej rywalką.
Dźwięk trąb ogłasza powrót zwycięskiego wojska. Oprócz bogatych łupów prowadzą pojmanych jeńców. Wśród nich Aida dostrzega swojego ojca. Amonasro nakazuje córce milczenie. Przyznaje się przed faraonem, że jest jej ojcem, ale wprowadza go w błąd, mówiąc, że król Amonasro zginął podczas walki. Faraon obiecuje spełnić życzenie Radamesa. Wódz prosi Faraona o wolność dla jeńców. Faraon zgadza się na uwolnienie Etiopczyków, ale – za radą Ramfisa – jako zakładników zatrzymuje w niewoli Amonasra i Aidę. Dodatkowo Radamesowi w dowód wdzięczności oddaje rękę swojej córki. Radames i Aida są w rozpaczy – nie mogą odrzucić łaski faraona. Amneris przeżywa chwilę triumfu.

### Akt III
Akcja rozgrywa się nocą, przed planowanym ślubem. Amneris wraz z Ramfisem zmierza do świątyni Izydy. Chce prosić boginię o błogosławieństwo i miłość małżonka. Aida pragnie spotkać się po raz ostatni z ukochanym. Za nią nadchodzi jej ojciec. Wie o miłości córki i wodza. Próbuje nakłonić Aidę, by wykorzystała uczucia Radamesa i namówiła go do opowiedzenia się po stronie Etiopczyków albo wyjawienia tajemnic wojskowych. Aida w końcu ulega namowom. Amonasro ukrywa się przed nadejściem Radamesa. Aida nie chce słuchać wyznań ukochanego, wypomina mu zbliżającą się uroczystość zaślubin. Namawia go do wspólnej ucieczki z Egiptu. Po długiej walce wewnętrznej Radames zgadza się zbiec z ukochaną na pustynię. Planując trasę ucieczki, zdradza wojskowe plany Egipcjan. Ujawnia się Amonasro i wyjawia, że jest królem Etiopii. Zrozpaczony Radames nie widzi innego wyjścia niż ucieczka. Niespodziewanie pojawia się Amneris wraz z Ramfisem. Aida z ojcem ucieka, a Radames, czując się winny, oddaje się w ręce arcykapłana.

### Akt IV
Odsłona 1

Amneris proponuje Radamesowi pomoc. Obiecuje wyjednać przebaczenie u swojego ojca pod warunkiem, że młodzieniec wyrzeknie się swoich uczuć do Aidy, zapomni o niej i poślubi ją, córkę Faraona. Radames odmawia. Zbiera się sąd pod przewodnictwem Ramfisa. Radames odmawia odpowiedzi na zadawane pytania. Tym samym potwierdza swoją winę i zostaje skazany na śmierć przez zamurowanie żywcem w grobowcu. Amneris uświadamia sobie, że do tragedii doprowadziła jej duma i zazdrość. Przeklina sędziów i mdleje.
Odsłona 2

Radames zostaje zamknięty w grobowcu. Tu spotyka Aidę, która, słysząc o wyroku, postanowiła umrzeć z ukochanym. Połączeni uściskiem, spokojnie oczekują na śmierć. Nad grobowcem zrozpaczona Amneris błaga bogów o ukojenie serca.